# Cyttaridium
Cyttaridium is een monotypisch geslacht van mosdiertjes uit de familie van de Cheiloporinidae. De wetenschappelijke naam van het geslacht is voor het eerst geldig gepubliceerd in 1957 door Harmer.

## Soort
- Cyttaridium pulcherrimum Harmer, 1957